# Swallowfield
Swallowfield är en ort och civil parish i Storbritannien.   Den ligger i kommunen Wokingham i riksdelen England, i den södra delen av landet, 60 km väster om huvudstaden London. Swallowfield ligger 44 meter över havet och antalet invånare är 1 961.
Terrängen runt Swallowfield är platt. Runt Swallowfield är det tätbefolkat, med 511 invånare per kvadratkilometer. Närmaste större samhälle är Reading, 8,7 km norr om Swallowfield. Trakten runt Swallowfield består till största delen av jordbruksmark.